# Sydney Greve
Sydney Philip Greve (ur. 9 września 1925 w Lahaurze, zm. 7 grudnia 2015 w Calgary) – pakistański bokser. dwukrotny olimpijczyk.
Uczestniczył w igrzyskach olimpijskich w 1948 roku, odpadł w pierwszej rundzie w wadze piórkowej po przegranej walce z Dennisem Shepherdem. Podczas igrzysk olimpijskich w 1952 roku przegrał w drugiej rundzie z Josephem Ventają z Francji.